# Вълна
Вижте пояснителната страница за други значения на Вълна.
Вълна̀та е периодична или непериодична промяна на физическите параметри на дадена система, причинена от действие или взаимодействие, която се разпространява с крайна скорост, зависеща от характеристиките на средата. Различават се механични вълни, които се разпространяват в материални среди, и електромагнитните вълни, които се разпространяват извън каквато и да е среда. Механичните вълни се делят още на напречни и надлъжни, в зависимост от траекторията, която описват трептящите частици спрямо посоката на разпространение.
Още в праисторически времена хората са наблюдавали промяната на повърхността на водата в езера и морета при падане на предмет или под влияние на вятъра.

## Механични вълни
Механичните вълни в дадена материална среда се изразяват в промяна на нивото на течността (водни вълни), налягането и плътността на флуид (звукови и хидравлични вълни), или напрегнатостта на еластична среда (сеизмични вълни). Отделните частици на средата се движат по затворени траектории, но при трептенето си могат да предават енергия една на друга, чрез което вълната, макар и да не пренася материя, пренася енергия.

### Водни вълни
При наличието на вятър, въздухът увлича горния слой на водната повърхност и образува завихряния. В открито море те са под повърхността, но приближавайки брега образуват гребени над нея.

#### Приливни вълни
Приливните вълни са промяна на формата на Световния океан, причинена от гравитационното взаимодействие на Слънцето и Луната. Явленията се наречени прилив и отлив, а образуващия се фронт на водата в стесняващи се заливи или по речните корита се нарича приливна вълна.

### Звукови вълни
Тъпанчето в човешкото ухо е тънка мембрана, която е чувствителна на миниатюрни промени на атмосферното налягане, причинени от механичните вълни, които се разпространяват във въздуха.
Човешкото ухо възприема механичните вълни като звук с честота на интервала 16 – 20 000 Hz. В зависимост от особеностите на човека се наблюдават различни отклонения от диапазона на чуване. С напредване на възрастта хората по-трудно чуват звуковете с високи честоти. Звуковите вълни, които се разпространяват във въздуха, имат голямо значение за живота на хората.

## Математическо представяне
От математическа гледна точка, най-простия и разпространен начин да бъде описана дадена вълна, е уравнението f(x,t) = Acos(kx-wt)), където A е амплитудата на вълната – мярка за максималната стойност на отклонението от равновесното положение на трептяща частица за един период. Мерните единици за амплитудата са различни в зависимост от вида на вълната – амплитудата на механичните вълни се измерва в метри, на звуковите – в единици налягане, на електромагнитните – във волт-метри (мярка за големината на електричното поле). Амплитудата може да е както константа, така и друга функция от пространството и времето. Функцията, описваща промяната на амплитудата с времето, се нарича обвивка на вълната.
Дължината на вълната ({\displaystyle \lambda }) е разстоянието между два съседни максимума на амплитудата. В система SI се измерва в метри, но ако става дума за дължина на вълната на електромагнитно лъчение в областта на инфрачервената, видимата и ултравиолетовата светлина удобните на практика единици са микрони и нанометри.
вълновото число {\displaystyle k} е свързано с дължината на вълната с уравнението:
{\displaystyle k={\frac {2\pi }{\lambda }}.\,}
Периодът {\displaystyle T} е интервалът от време между два съседни максимума. Честотата {\displaystyle f} е броят периоди за единица време. В система SI се измерва в херцове (Hz):
{\displaystyle f={\frac {1}{T}}.\,}
Ъгловата честота {\displaystyle \omega } е честотата, измерена в радиани за секунда. Свързана е с честотата с уравнението:
{\displaystyle \omega =2\pi f={\frac {2\pi }{T}}.\,}
На всяка вълна могат да бъдат приписани две скорости: първата е фазова скорост, която е скоростта, с която вълната се разпространява.
{\displaystyle v_{p}={\frac {\omega }{k}}={\lambda }f.}
Втората е груповата скорост – скоростта, с която се разпространява обвивката на вълната. Това е скоростта, с която вълната може да пренася информация. Математически се изразява с:
{\displaystyle v_{g}={\frac {\partial \omega }{\partial k}}.\,}

### Уравнение на д'Аламбер
Уравнението на д'Аламбер е частно диференциално уравнение от 2-ри ред, което описва поведението на вълната с течение на времето. Уравнението приема различни форми в зависимост от средата, в която вълната се разпространява. Уравнението на д'Аламбер за вълна, която се разпространява по оста x със скорост v и амплитуда u е:
{\displaystyle {\frac {1}{v^{2}}}{\frac {\partial ^{2}u}{\partial t^{2}}}={\frac {\partial ^{2}u}{\partial x^{2}}}.\,}
В 3-D уравнението придобива вида:
{\displaystyle {\frac {1}{v^{2}}}{\frac {\partial ^{2}u}{\partial t^{2}}}=\nabla ^{2}u.\,}
където {\displaystyle \nabla ^{2}} е лапласианът.
Скоростта v зависи както от природата на вълната, така и от средата, в която тя се разпространява. Общото решение на уравнението на д'Аламбер е:
{\displaystyle u(x,t)=F(x-vt)+G(x+vt).\,}
Това решение може да се разглежда като две смущения, разпространяващи се в противоположни посоки:F по посока на оста x и G в обратна. Ако заместим x с x, y, z, получаваме уравнението за разпространение в три измерения.
Уравнението на Шрьодингер описва вълноподобното поведение на елементарните частици в квантовата механика. Решенията на това уравнение са вълнови функции, които представляват амплитуда на вероятността за присъствие на дадена частица в дадена точка. Квантовата механика описва свойствата на материята, която на микроскопично ниво е дискретизирана и отделните частици имат и свойствата на вълни.